# Ангеред-Страндберг, Хильма
Хильма Кристина Элизабет Ангеред-Страндберг (швед. Hilma Kristina Elisabeth Angered-Strandberg; 10 июня 1855, Стокгольм — 23 января 1927, Мерано) — шведская писательница.

## Биография и творчество
Хильма Страндберг родилась в 1855 году в Стокгольме. Её родителями были Карл Густаф (судья, член Шведской академии) и Ева Страндберг. Хильма была старшей из пятерых детей. Родители умерли, когда она была совсем юной, и ей пришлось самостоятельно зарабатывать на жизнь. Побыв некоторое время гувернанткой, она затем получила специальность телеграфистки и с 1883 по 1888 год работала в Фьельбаке. В этот период она начала писать рассказы и публиковать их в различных журналах.
В 1888 году Хильма Страндберг эмигрировала в США со своим мужем Яльмаром Ангередом. Через шесть лет супруги вернулись в Швецию. В 1898 году Хильма опубликовала два романа, повествующих о Северной Америке, — «Den nya världen» и «På prärien». В 1904 году вышел её роман «Lydia Vik», отчасти автобиографический.
Несмотря на слабое здоровье и финансовые затруднения, Хильма Страндберг-Ангеред много путешествовала по Италии и Швейцарии. В 1905 году она опубликовала сборник «Under Söderns sol», созданный по мотивам итальянских впечатлений. В Италии также происходит действие её романа «Hemma» (1912) и сборника рассказов «På bygator och alpvägar» (1915).
В 1916 году Страндберг-Ангеред получила первую премию, присуждаемую шведским литературным «Обществом девяти» (Samfundet De Nio). В 1919 году умер муж Хильмы. В 1924 году вышла последняя книга писательницы, «Barbarens son» — исторический роман, в котором местом действия является средневековая Италия. Предисловие к роману написала Эллен Кей. Сохранилась обширная переписка, которую обе писательницы вели с 1888 по 1925 год и которая насчитывает 228 писем. Многие биографические сведения о Страндберг-Ангеред известны именно из этой переписки, подробной и откровенной.
Хильма Страндберг-Ангеред умерла в 1927 году в Италии, в Мерано.